# Lago Musters

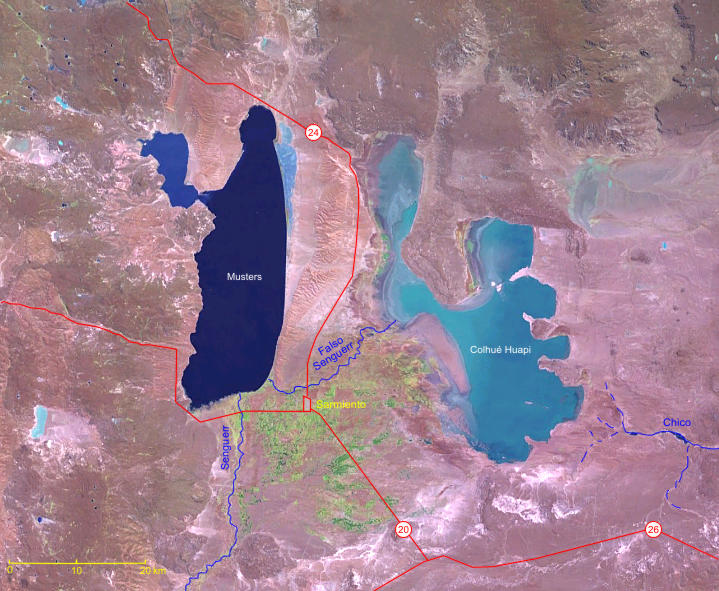
Il lago Musters (a sinistra) ed il lago Colhué Huapi (a destra).

Il lago Musters, si trova nella regione centrale della Patagonia Argentina, a sud della provincia del Chubut, ed insieme al lago Colhué Huapi costituisce la fase terminale dell'attuale bacino endoreico del Río Senguer. Entrambi i laghi si trovano nel bacino di Sarmiento.

## Le origini del nome
Questo grande specchio d'acqua era chiamato Otrón dagli antichi abitanti della zona di etnia Chonik (Tehuelche), probabilmente appartenenti al popolo Aonikenk (Tehuelches del sud).
Il naturalista e geografo Francisco Moreno probabilmente ignorava il toponimo originale, ed in un'esplorazione compiuta nella primavera del 1876 si ritrovò nel bacino dei laghi Colhué Huapi ed Otrón, e battezzò il lago con il nome Musters, in onore del navigatore ed esploratore inglese che, nel 1869, vi passò poco lontano senza saperlo, a capo di una spedizione di 2.700 km e della durata di dieci mesi.
In questa avventura, George Chaworth Musters fu accompagnato da un gruppo di guerrieri tehuelches ed ebbe contatti con le tribu mapuche. Due anni dopo, Musters pubblicò a Londra un diario di viaggio intitolato Vida entre los patagones (Vita con i Patagoni), nel quale descriveva i temuti indios della Patagonia come fidati amici con i quali si poteva convivere e condividere un viaggio di parecchi mesi.
Nelle parole di Moreno, questo specchio d'acqua è:
(Francisco Moreno)

## Idrologia
Il lago Musters occupa una depressione originata strutturalmente alla fine del Cretaceo, in piena meseta patagonica centrale. Il suo unico immissario è il Río Senguer, alimentato a sua volta dalle acque del disgelo andino i cui flussi vengono regolati attraverso i laghi Fontana e La Plata. Dopo un percorso di 350 km dalle Ande ed attraverso tutto l'altopiano centrale della provincia del Chubut, il fiume si riversa nel lago con una portata media annuale di 54 m3/s.
Entrando in quest'ampia pianura alluvionale ed eolica il fiume Senguer si divide in numerosi rami secondari, generalmente secchi, che assumono una conformazione a ventaglio orientata verso nord-est. Il suo ramo principale si dirige verso la fossa tettonica del lago Musters suddividendosi ulteriormente in due rami, uno dei quali si immette nel lago nella sua sponda sud, mentre l'altro si riversa nel Lago Colhué Huapi, ubicato pochi chilometri ad est.
Questa derivazione del fiume che collega i due laghi ha dato origine al nome Falso Senguer, ed il suo corso a meandri scorre a nord della località di Sarmiento. La ramificazione più a sud del Río Senguer è un affluente del Cerro Negro. Forma meandri, stagni e paludi, ma si riversa nel lago Colhué Huapi solo durante inondazioni straordinarie.
Il lago Musters presenta una sponda sud pianeggiante e paludosa. In questo settore le sue acque sono contenute da una barriera di sabbie e massi che ha avuto origine per azione del vento e delle onde. Tale barriera non impedisce che una parte delle acque scorrano per infiltrazione, principalmente lungo il letto del Falso Senguer. La restante parte delle sue sponde si presenta elevata ed asciutta, garantendo un sicuro contenimento delle acque. È separato dal lago Colhué Huapi da un istmo largo 12 km ed alto 695 ms.l.m..
Il lago Musters ha origine tettonica. La sua profondità media è di 20 m e dona alle sue acque un colore azzurro intenso. Può essere considerato un lago mesotrofico, sia ser quanto riguarda il livello di nutrienti e clorofilla, sia per il contenuto di biomassa algale (circa 5,29 g/m3).
Il lago Colhué Huapi è invece poco profondo (mediamente 2 m), con acque torbide dovute all'alta concentrazione di sedimenti sospesi, ed il suo fondale si è probabilmente originato dall'azione congiunta del vento e dell'erosione.

## Ittiofauna
Nel lago Musters vive un'abbondante fauna acquatica composta principalmente da pesci (Percichthys trucha e Odontesthes microlepidotus). Come i quasi tutti i laghi della Patagonia sono state introdotte specie di salmoni esotici che si sono ambientati molto bene. Le specie principali sono: Salvelinus fontinalis, Oncorhynchus mykiss e Salmo fario.
Si sono sviluppate le attività di pesca sportiva ed a scopo commerciale e l'allevamento di salmonidi per il consumo. Le quantità di pescato commerciale oscillano intorno alle 120 t/anno.
La pressione esercitata dalle specie esotiche (salmonidi) su alcune specie autoctone, come il Diplomystres viedmensis mesembrinus ed il Galaxias platei, ha portato alla riduzione di queste ultime che attualmente sono a rischio.

## Situazione ambientale
Il Lago Musters è naturalmente soggetto ad un severo processo di evaporazione, sia ad opera del vento sia per effetto della radiazione solare. Inoltre, in condizioni normali, parte del suo volume d'acqua si riversa nel braccio chiamato Falso Senguer, determinando un apporto d'acqua al lago Colhué Huapi, nel quale il processo di evaporazione si compie con maggiore intensità.
Con numerosi interventi da parte dell'uomo, sono state realizzate, in questa conca, opere di presa per alimentare acquedotti d'acqua potabile dal lago Musters ed opere di canalizzazione per usi irrigui con il prelievo di grandi volumi d'acqua dal Río Senguer. Questi interventi hanno compromesso l'equilibrio idraulico del sistema portandolo quasi al limite del collasso. Si osserva perciò una crescente diminuzione del livello del Lago Musters, ed un'accelerazione nel processo di prosciugamento nel Colhué Huapi.
Il bilancio idrico nella conca è stato negativo negli ultimi settant'anni. La situazione ambientale può essere definita gravemente compromessa, e costituisce la principale emergenza ambientale da affrontare per mantenere il precario equilibrio idro-biologico del sistema.